# Dicrotingis
Dicrotingis is een geslacht van wantsen uit de familie van de Tingidae (Netwantsen). Het geslacht werd voor het eerst wetenschappelijk beschreven door Drake & Ruhoff in 1960.

## Soorten
Het genus is monotypisch en bevat alleen de volgende soort:

- Dicrotingis digitalis (Drake, 1928)